# Karlshamn-Trensums pastorat
Karlshamn-Trensums pastorat var ett pastorat i Listers och Bräkne kontrakt i Lunds stift i Karlshamns kommun i Blekinge län. Pastoratet upphörde 31 december 2020 när de ingående församlingarna slogs samman och bildade ett enförsamlingspastorat.
Pastoratet bildades 2014 genom sammanläggning av pastoraten:
- Karlshamns pastorat
- Hällaryds pastorat

Pastoratet bestod av följande församlingar:
- Karlshamns  församling
- Åryds församling
- Hällaryds församling

Pastoratskod var 072101